# Edward Knatchbull (8e baronnet)
Edward Knatchbull, 8e baronnet (22 mai 1758 - 1er septembre 1819) est un homme politique et un baronnet britannique. 

## Biographie
Il est le seul fils encore en vie de Edward Knatchbull, 7e baronnet et de sa femme Grace Legge, deuxième fille de William Legge. En 1789, il succède à son père comme baronnet. Il fait ses études à Tonbridge et à Winchester School . Il s'inscrit à Christ Church, Oxford en 1777 et obtient un doctorat en droit civil de l'Université d'Oxford en 1810 . 
Il est shérif du Kent en 1785 et entre à la Chambre des communes britannique en 1790 et siège pour le Kent jusqu'en 1802. Il représente la circonscription en tant que député de 1806 jusqu'à sa mort en 1819. 

## Famille
En juillet 1780, il épouse Mary Hugessen, fille de William Western Hugessen, et a un fils et deux filles. Elle est morte en 1784 et Knatchbull épouse en secondes noces Frances Graham, fille de John Graham, le 2 juin 1785. Ils ont neuf enfants, cinq fils et quatre filles . Après sa mort en 1799, il épouse en troisièmes noces Mary Hawkins, fille de Thomas Hawkins à St George's Hanover Square le 13 avril 1801. Par sa troisième femme, il a sept enfants.  
Il est mort à l'âge de 61 ans, après une courte maladie, chez son fils à Provender, dans le Kent, et est enterré à Mersham . Son fils aîné, Edward, lui succède comme baronnet. Un fils cadet, John Knatchbull (en), capitaine de vaisseau est condamné car reconnu coupable de meurtre en 1844. Il est l’un des premiers à soulever (sans succès) devant un tribunal britannique la Défense fondée sur les troubles mentaux.